# The Sunshine Boys (obra de teatro)
The Sunshine Boys, traducida al español como Los reyes de la risa es una obra de teatro del dramaturgo estadounidense Neil Simon, estrenada en 1972.

## Argumento
Al Lewis y Willie Clark son dos hombres ya maduros que formaron antaño una pareja cómica conocida como "Lewis & Clark", que funcionó durante más de cuarenta años. Sin embargo, el transcurso del tiempo los distanció hasta el punto de no dirigirse la palabra durante el último año en que se mantuvo el dúo artístico. Clark se siente resentido hacia Lewis por la prudente decisión de éste de saber retirarse a tiempo de los escenarios. Transcurrido un tiempo, una cadena de televisión los invita a reunirse de nuevo para un programa especial sobre la historia de la comedia.

## Estreno
- Broadhurst Theatre, Broadway, Nueva York, 20 de diciembre de 1972.[1]
  - Dirección: Alan Arkin.
  - Intérpretes: Jack Albertson (Willie Clark), Sam Levene (Al Lewis), Lewis J. Stadlen (Ben Silverman).

- Lyceum Theatre, Nueva York, 1997.
  - Dirección: John Tillinger
  - Intérpretes: Jack Klugman (Willie Clark), Tony Randall (Al Lewis), Matthew Arkin (Ben Silverman).

- Savoy Theatre, West End, Londres, 2012.[2]
  - Intérpretes: Danny DeVito, Richard Griffiths.

- Teatro Arenal, Madrid, 2013.[3]
  - Adaptación: Miguel Hermoso.
  - Dirección: Juan José Alfonso.
  - Intérpretes: Joaquín Kremel, Javier Gurruchaga, Jorge Basanta, Silvia Casado.

- Teatro Metropolitan, Buenos Aires, 2011
  - Adaptación: Federico Gonzalez Del Pino y Fernando Masllorens
  - Dirección: Daniel Veronese
  - Interpretes: Alfredo Alcón, Guillermo Francella y Peto Menahem

## Adaptaciones
Existe una versión para televisión, estrenada en 1995, con el mismo título de The Sunshine Boys, protagonizada poir Woody Allen y Peter Falk.